# 리분희
리분희(李粉姬; 1968년 12월 29일 ~ )는 조선민주주의인민공화국의 전 탁구 선수이다.

## 생애
격년마다 열리던 세계 탁구 선수권 대회에서 1983년 단체전 동메달, 1985년 단체전 은메달, 1987년 복식 동메달, 1989년 단식 은메달을 획득했다. 중국 베이징에서 열린 1990년 아시안 게임에서는 복식 동메달을 걸었다. 1991년 일본 지바에서 열린 제41회 세계 탁구 선수권 대회에서 남북단일팀으로 출전해 단체전에서 9년 연속 우승을 노리던 중국을 꺾고 금메달을 걸었으며, 단식 은메달, 혼성 복식에서 동메달을 수확했다.
대한민국 서울에서 열린 1988년 하계 올림픽 때에는 조선민주주의인민공화국이 불참하면서 경기에 나서지 못했으나, 스페인 바르셀로나에서 열린 1992년 하계 올림픽에서는 국가대표로 출전해 단식과 복식에서 동메달을 걸었다. 이어 1993년 세계 탁구 선수권 대회에서 단체전 은메달을 일궈낸 이후로는 경기에 출전하지 않았으며 현정화와 함께 은퇴하였다.
국가로부터 인민체육인 칭호를 받았으며, 조선장애인보호연맹 부위원장을 맡았으며, 현재 조선장애자체육협회(조선민주주의인민공화국의 국가 패럴림픽 위원회) 서기장을 맡고 있다. 탁구 국가대표 선수 김성희와 결혼해 자매를 낳았는데, 아들은 뇌성마비를 앓고 있다.

## 서훈
- 1991.5.14 "인민체육인" 칭호 및 1급 국가훈장